# Unholy
Unholy es el segundo álbum del músico británico Martin Grech.

## Lista de canciones
1. Guiltless  – 7:42
2. Venus  – 5:47
3. Erossion And Regeneration  – 5:07
4. I Am Chromosome  – 5:00
5. An End  – 3:09
6. Holy Father Inferior  – 9:25
7. Worldly Divine  – 4:54
8. Lint  – 3:29
9. Elixir  – 15:35*

- La duración de Elixir es 6:14, entonces hay 5 minutos de silencio antes del track extra Sun

- Datos: Q4004669